# Manya Krobo

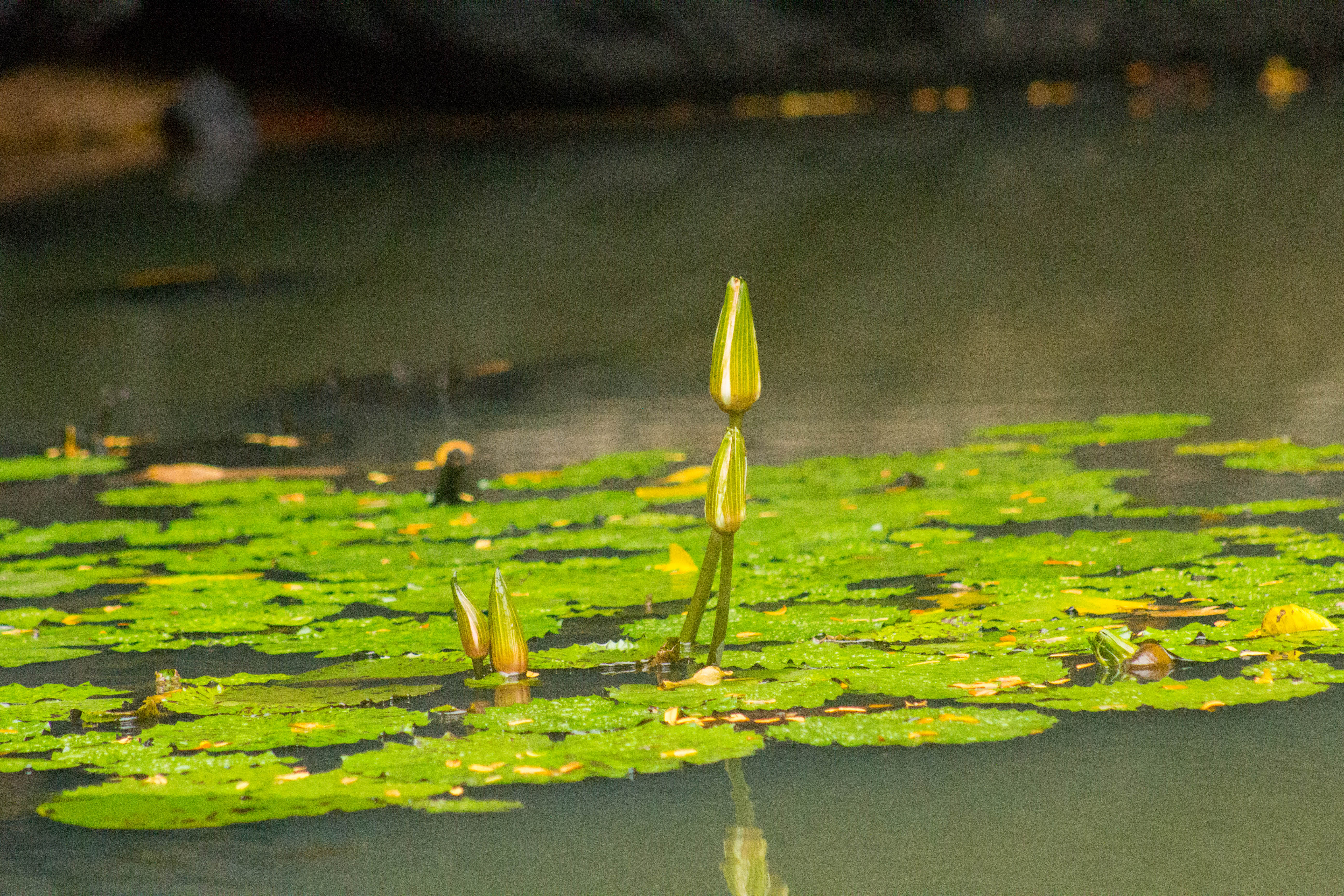
Flore et eau près des chutes Boti dans le Manya Krobo. Avril 2019.

Le district de Manya Krobo est l’un des 17 districts de la Région Orientale du Ghana.

## Monarchie
Le chef traditionnel de Manya Krobo porte le titre de Konor (en). Le 5ème et actuel souverain est Sakite II (en). Il appartient à la dynastie Odumase (en).

### Liste des souverains
- Odonkor Azu (en) (1835 - 1867) ;
- Sakite Ier (en) (1867 - 1892) ;
- Emmanuel Mate Kole Ier (en) (1892 - 1939) ;
- Azzu Mate Kole II (en) (1939 - 1990) ;
- Interrègne (1990 - 1999) ;
- Sakite II (en) (depuis 1999) ;